# Ван Фэн (байдарочница)
Ван Фэн (кит. 王 凤; 14 ноября 1985, Яань) — китайская гребчиха-байдарочница, выступала за сборную КНР во второй половине 2000-х годов. Участница летних Олимпийских игр в Пекине, двукратная чемпионка Азиатских игр, серебряная и бронзовая призёрша чемпионатов мира, трёхкратная чемпионка Азии, победительница многих регат национального и международного значения.

## Биография
Ван Фэн родилась 14 ноября 1985 года в городском округе Яань провинции Сычуань.
Первого серьёзного успеха на взрослом международном уровне добилась в 2006 году, когда попала в основной состав китайской национальной сборной и побывала на чемпионате мира в венгерском Сегеде, откуда привезла награду бронзового достоинства, выигранную в зачёте четырёхместных байдарок на дистанции 1000 метров. Год спустя на чемпионате Азии в корейском Хвачхоне трижды поднималась на пьедестал почёта, одержав победу во всех трёх дисциплинах, в которых принимала участие: в четвёрках на дистанциях 200, 500 и 1000 метров. Кроме того, в этом сезоне среди байдарок-четвёрок стала серебряной призёршей на мировом первенстве в немецком Дуйсбурге, уступив в решающем заезде только экипажу из Венгрии.
Благодаря череде удачных выступлений Ван удостоилась права защищать честь страны на домашних летних Олимпийских играх 2008 года в Пекине — стартовала здесь в двойках на пятистах метрах вместе с напарницей Сюй Линьбэй, выбыла из борьбы за медали уже первом раунде, где финишировала восьмой.
После пекинской Олимпиады Ван Фэн осталась в основном составе гребной команды КНР и продолжила принимать участие в крупнейших международных регатах. Так, в сезоне 2010 года она выступила на домашних Азиатских играх в Гуанчжоу, где стала чемпионкой на пятистах метрах среди двоек и четвёрок. Вскоре по окончании этих соревнований приняла решение завершить карьеру профессиональной спортсменки, уступив место в сборной молодым китайским гребчихам.